# Laternaria intricata
Laternaria intricata är en insektsart som beskrevs av Walker 1857. Laternaria intricata ingår i släktet Laternaria och familjen lyktstritar. Inga underarter finns listade i Catalogue of Life.